# Bessanton
Der Bessanton ist ein kleiner Fluss im Zentralmassiv von Frankreich, der im Département Puy-de-Dôme der Region Auvergne-Rhône-Alpes westlich der Stadt Clermont-Ferrand verläuft.

## Geografie

### Verlauf
Der Bessanton entspringt unter dem Namen Ruisseau de Pérol an der Gemeindegrenze von Heume-l’Église und Prondines, quert in seinem Oberlauf gleich die Autobahn A 89, verläuft dann generell Richtung Nordnordwest und mündet nach rund 17 Kilometern an der Gemeindegrenze von Combrailles und Pontaumur als linker Nebenfluss in den Sioulet.

### Orte am Fluss
(Reihenfolge in Fließrichtung)
- Pérol, Gemeinde Prondines
- Cisternes-la-Forêt
- Portas, Gemeinde Saint-Hilaire-les-Monges
- La Forêt, Gemeinde Combrailles
- Eyde, Gemeinde Ébreuil
- Chambon, Gemeinde Pontaumur